# ده گردو (ممسنی، جنوب)
ده گردو روستایی از توابع بخش دشمن زیاری شهرستان ممسنی در استان فارس ایران است.غاری بسیار زیبا در این منطقه وجود دارد.مستند کوله پشتی از شبکه فارس توسط اقبالپور مستند ساز در این مورد ساخته شده است.

## جمعیت
طبق سرشماری عمومی نفوس و مسکن سال ۱۳۹۰ مرکز آمار ایران، این روستا دارای ۳۴ خانوار و جمعیت ۱۲۴ نفری (شامل ۶۳ مرد و ۶۱ زن) می‌باشد که به علت مهاجرت و پراکندگی دستخوش تغییر گشته‌است.

## جغرافیا
روستای ده گردو بخش دشمن زیاری در ۵۱ درجه و ۵۱ دقیقه درازه گیتایی (طول جغرافیایی) و ۲۹ درجه و ۵۷ دقیقه پهنه گیتایی (عرض جغرافیایی) و در ارتفاع ۱۸۷۰ متری از سطح دریا واقع شده‌است. فاصله روستا تا شهر شیراز ۱۰۵کیلومتر بوده که از طریق جاده بوان (سنگر-نورآباد) و و سپس جاده شیراز-اردکان یا جاده بوان و سپس جاده جدیدالاحداث مشایخ-شیراز به مرکز استان متصل می‌گردد.